# Haliplus dorsomaculatus
Haliplus dorsomaculatus is een keversoort uit de familie watertreders (Haliplidae). De wetenschappelijke naam van de soort is voor het eerst geldig gepubliceerd in 1924 door Zimmermann.